# Баранова, Нина Митрофановна
Ни́на Митрофа́новна Бара́нова (бел. Ніна Мітрафанаўна Баранава; 14 июня 1922, Окунёвка, Горецкий уезд, Гомельская губерния — 16 декабря 2008) — Герой Социалистического Труда (1971), мать-героиня (1966).
С 1945 года — животновод, звеньевая льноводческого звена, бригадир полеводческой бригады колхоза «Луч коммунизма». В 1960—1972 годах — телятница, свинарка, конюх совхоза «Городец» Шкловского района.
Звание Героя Социалистического Труда присвоено за успехи в развитии сельского хозяйства и выполнении пятилетнего плана продажи государству сельскохозяйственной продукции. Депутат Верховного Совета БССР в 1971—1975 годах.